# Будућност и слобода за Италију
Будућност и слобода за Италију (итал. Futuro e Libertà per l'Italia, FLI-ФЛИ), или једноставније Будућност и слобода је либерал-конзервативна политичка странка десног центра у Италији.
Партија је формирана од стране следбеника председника Дома посланика Ђанфранка Финија као парламентарна група у јулу 2010 као сплит из Народа слободе (ПдЛ).
Фини, бивши лидер Италијанског социјалног покрета и Националне алијансе и ко-оснивач ПдЛ-а је био критичар лидера ПдЛ-а Силвиа Берлусконија и његовог стила вођства као и његов превише „мек“ однос према Северној лиги, поред његовог константног гушења унутар-партијске опозиције је довело до расцепа у ПдЛ-у 30 јула 2010. године.
Финијев расцеп је заљуљао Берлусконијеву владу тиме што се ФЛИ дистанцирала од рада владе, иако из ње није изашла, док је 6. новембра 2010 сазван први конгрес ФЛИ на ком  је одлучен дефинитивни излазак из Народа слободе, али не из владе.
Ипак и та одлука је промјењена тиме што су после другог конгреса 13 и 14 новембра 2010, Финијеви министри напустили Берлусконијеву владу и отворили кризу у центро-десничарској коалицији.
14 децембра 2010 Берлускони је успео корумпирајући неколико посланика из опозије да добије нову парламентарну већину без Финија и његове партије.
На изборима 2013. у коалицији Програм Монти за Италију ФЛИ је добио 0,46% гласова, ниједног посланика и 2 сенатора.